# Anton Plochberger
Anton Plochberger (* 26. Januar 1823 in Enns; † 1890) war ein österreichischer Baumeister. Sein bekanntestes Werk ist das Schloss Voglsang in Steyr.

## Leben und Werk
Plochberger war verheiratet mit Maria, geb. Gemacher. Er errichtete für den Steyrer Industriellen Josef Werndl Fabrikobjekte und, gemeinsam mit dem Baumeister Franz Arbeshuber, die Häuser der Arbeitersiedlung Eysnfeld. Diese entstand im Auftrag Werndls ab 1876/77 auf der gleichnamigen Steyrinsel. Es handelt sich um einfache zweigeschoßige Bauten in geschlossener Reihe. Plochberger plante darüber hinaus auch aufwändigere bürgerliche Wohnbauten. Der bekannteste davon ist der Villenbau Schloss Vogelsang für Werndl auf der Anhöhe östlich der Arbeitersiedlung (Preuenhueberstraße 14). Die Pläne stammen aus dem Jahr 1877 und werden in der Registratur des Magistrats Steyr aufbewahrt. In Steyr wurde die Anton-Plochberger-Straße ⊙ nach ihm benannt. 

### Bilder der Bauten

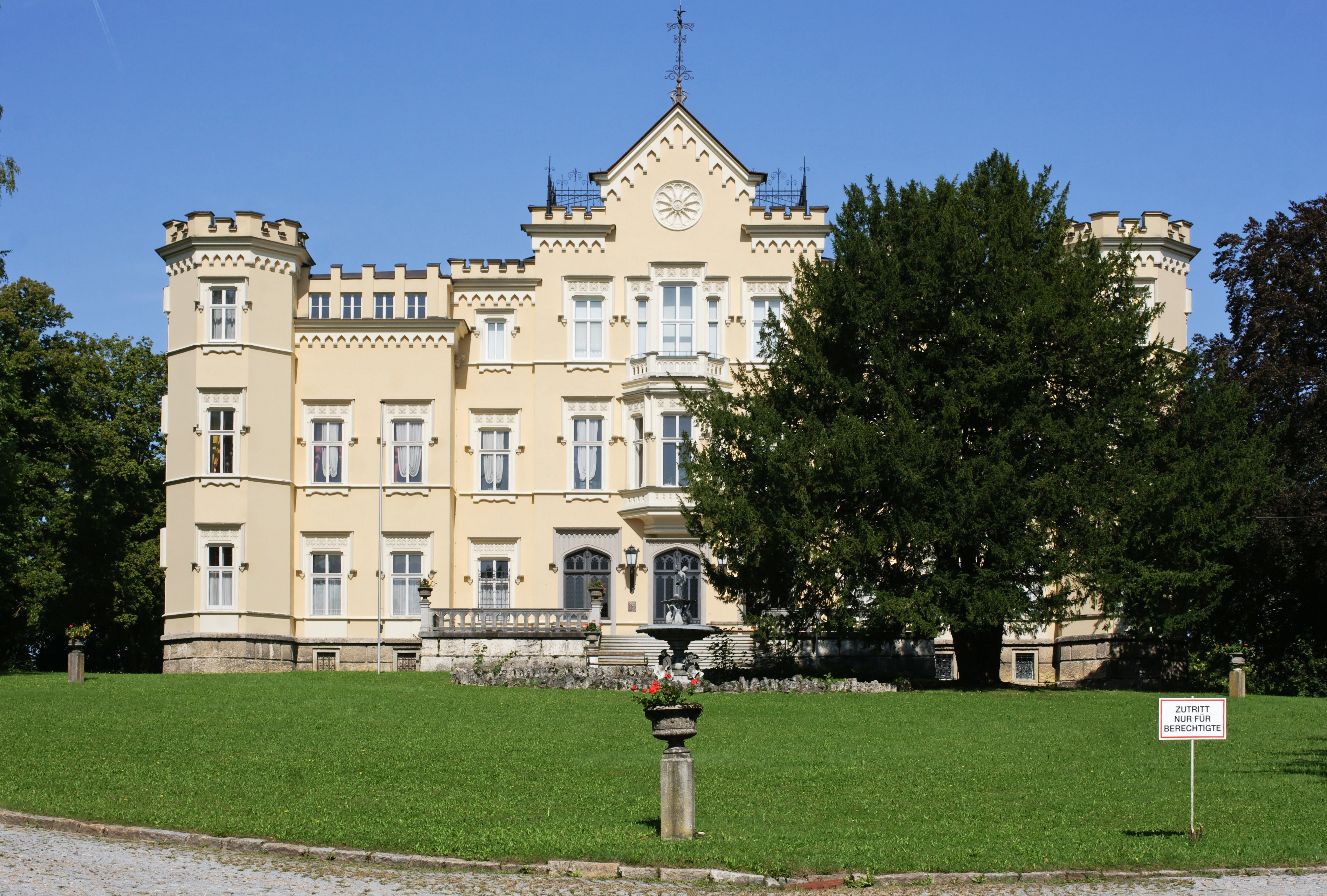
Schloss Voglsang
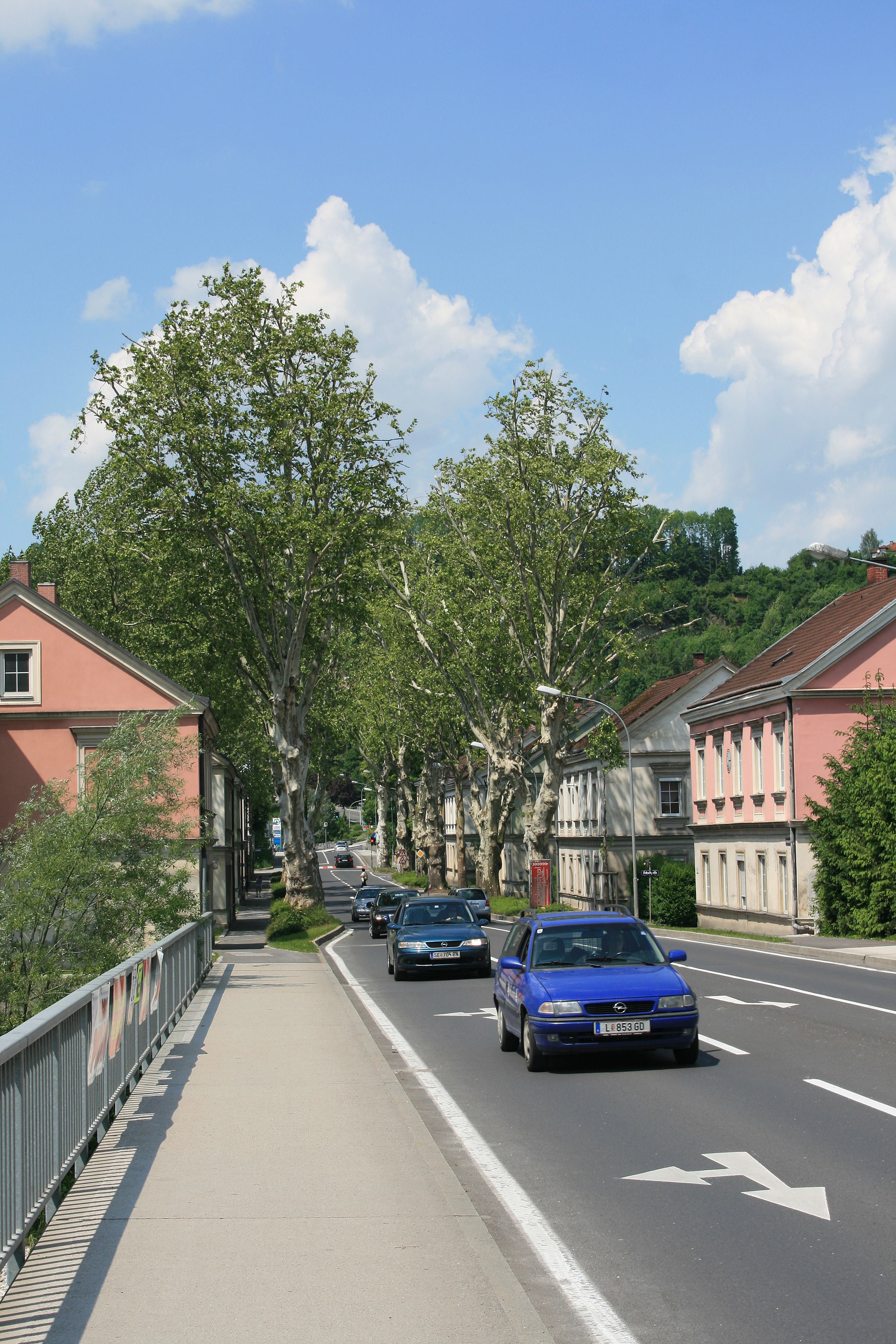
Häuser der Siedlung Eysnfeld